# عمر سیدعلی
عمر سیدعلی (کردی: عومەر سەید عەلی، ۱ ژوئیه ۱۹۴۵ در سلیمانیه) یک سیاستمدار تبار  اهل عراق است. او در ۲۵ ژوئیهٔ ۲۰۱۷ به دبیرکلی جنبش تغییر انتخاب شد. عمر سیدعلی یکی از بنیانگذاران کوملهٔ رنجبران کردستان در سال ۱۹۷۰ بود. او در سال ۱۹۷۶ به عضویت دفتر سیاسی اتحادیهٔ میهنی کردستان درآمد. عمر سیدعلی در سال‌های ۱۹۷۶ تا ۱۹۷۹ به مدت سه سال در زندان‌های حکومت عراق زندانی بوده‌است.

## زندگی
عمر سید علی در ۱ ژوئیهٔ ۱۹۴۵ در محلهٔ شیخان در شهر سلیمانیه به دنیا آمد. در سال ۱۹۷۴ در جنگ اول کردها و عراق که از ان با عنوان شورش ایلول یاد می‌شود به عنوان پیشمرگ شرکت داشت و در سال ۱۹۷۵ به عضویت رهبری کوملهٔ رنجبران کردستان درآمد. پس از لو رفتن تشکیلات کوملهٔ کوملهٔ رنجبران در سال ۱۹۷۶، عمر سیدعلی به ایران می‌گریزد و در آنجا دستگیر شده و از طرف حکومت محمدرضا پهلوی به عراق تحویل داده می‌شود. حکومت عراق او را به ۶ سال حبس محکوم می‌کند که این دوره از ۱۱ ژوئیهٔ ۱۹۷۶ آغار می‌شود، اما در سال ۱۹۷۹ پس از سه سال با اعلام عفو عمومی آزاد می‌شود.
عمر سیدعلی پس از آزادی به عنوان عضو رهبری کوملهٔ رنجبران که در آن زمان بخشی از تشکیلات اتحادیهٔ میهنی کردستان بود، به عضویت رهبری اتحادیهٔ میهنی درمی‌آید. در سال ۱۹۸۰ در حادثهٔ بمباران منطقهٔ کوه‌رش زخمی شد و برای درمان به سوئد رفت. او در آنجا مدتی به عنوان سرپرست سازمان‌های اتحادیهٔ میهنی در اروپا به فعالیت پرداخت. عمر سیدعلی در همهٔ کنگره‌های اتحادیهٔ میهنی به عنوان عضو رهبری اتحادیه و بعدها عضو دفتر سیاسی آن انتخاب شده‌است. همچنین مدتی ریاست هیئت نمایندگی اتحادیهٔ میهنی در مذاکره با حزب دموکرات کردستان در پروسهٔ صلح را بر عهده داشته‌است. عمر سیدعلی به غیر از فعالیت حزبی از سال ۱۹۹۲ عضو مجلس کردستان نیز بوده‌است. همچنین برای مدتی مسئول دفتر امور مالی اتحادیهٔ میهنی و نیز مسئول دفتر منطقهٔ سلیمانیهٔ اتحادیهٔ میهنی بوده‌است.
در سال ۲۰۰۹ عمر سیدعلی به همراه نوشیروان مصطفی، قادر حاجی‌علی، عثمان حاجی‌محمود و محمدتوفیق رحیم دست از فعالیت به عنوان عضو دفتر سیاسی اتحادیهٔ میهنی کشیده و در انتخابات همان سال با عنوان فهرست تغییر (پێرستی گۆڕان) شرکت کردند، هرچند او در این انتخابات انصراف داد. عمر سیدعلی پی از آنکه به عنوان دبیرکل جنبش تغییر انتخاب بشود، به عنوان ناظر فراکسیون‌های این جریان فعالیت می‌کرد. او در سال ۲۰۱۶ و پیش از درگذشت نوشیروان مصطفی برای درمان در انگلستان بود. او از ۲۵ ژوئیهٔ ۲۰۱۷ به عنوان دبیرکل جنبش تغییر (حزب گوران) فعالیت کرده و جانشین نوشیروان مصطفی بنیانگذار درگذشتهٔ این حزب شده‌است.